# ميرزا هاشم الآملي
آية الله ميرزا هاشم الآملي اللاريجاني (الفارسية: لاریجانی میرزا هاشم آملی؛ 26 شباط 1899 – 25 شباط 1993 م) كان مرجعًا شيعيًا إيرانيًا وعالمًا في الفقه. كان الآملي والد علي اللاريجاني، صادق اللاريجاني، محمد جواد اللاريجاني وفاضل اللاريجاني الذين شغلوا مناصب بارزة في حكومة الجمهورية الإسلامية الإيرانية، وكان أيضًا والد الطبيب الشهير باقر اللاريجاني.

## السيرة
وُلِد هاشم الآملي اللاريجاني في 26 شباط 1899 في قرية باردمه، في لاريجان، في محافظة مازندران. درس العلوم الإسلامية في آمل وطهران وقم. وفي طهران درس في مدرسة سيباهسالار التي كان يديرها حسن المدرس. وفي سنة 1926 ذهب إلى قم وأقام فيها ست سنوات. حقق ميرزا هاشم الآملي اللاريجاني اجتهاده عند عبد الكريم الحائري اليزدي ومحمد حجة الكوهكماري. وبعد ذلك هاجر الآملي إلى حوزة النجف وأقام فيها ثلاثين سنة. عاد إلى قم حوالي عام 1963 م.
كان الآملي أبًا لابنة واحدة (فاضلة اللاريجاني) وخمسة أبناء (محمد جواد اللاريجاني، وفاضل اللاريجاني، علي اللاريجاني ، صادق اللاريجاني ، وباقر اللاريجاني)، الذين شغلوا مناصب في حكومة جمهورية إيران الإسلامية.

## المعلمون
- عبد الكريم الحائري اليزدي
- محمد حجت كوه كاماري
- محمد علي شاه آبادي
- أبو الحسن الشعراني
- آغا ميرزا طاهر تونيكابوني
- محمد علي لافاساني
- ميرزا يد الله نزارباك
- السيد محمد تونكابوني
- ميرزا محمد رضا فقيه لاريجاني
- آغا ضياء الدين أراغي
- محمد حسين النائيني
- أبو الحسن الأصفهاني

## الطلاب
من بين طلاب الآملي المشهورين:
- مصطفى محقق داماد
- محمد محمدي الجيلاني
- محمد مفتاح
- جواد التبريزي
- ناصر مكارم شيرازي
- عبد الله جوادي الآملي
- محمد رضا نكونام
- محمد هادي معرفت
- محمد يزدي.[2]

## الوفاة
توفي ميرزا هاشم أمولي اللاريجاني في 25 شباط 1993 م.

## جامعة آية الله الآملي اللاريجاني
في عام 1999 تأسست جامعة آية الله الآملي اللاريجاني وسميت باسمه بعد وفاته في آمل. تم التبرع بأرض الجامعة من هاشم الآملي اللاريجاني عندما كان على قيد الحياة وأعلن هذه الأرض لنشر المعرفة.

## طالع أيضًا
- قوائم المراجع

## روابط خارجية
- صورة ميرزا هاشم الآملي
- السيرة الذاتية لميرزا هاشم الآملي